# Будимпештанска декларација

## Будимпештанска декларација
Будимпештанска декларација о отвореном приступу настала је на конференцији у Будимпешти, која је одржана 1. и 2. децембра 2001. године. Опен Социетy Институт је сазвао састанак на коме су присуствовали водећи заговорници отвореног приступа за научну литературу, ради промоције отвореног приступа, у то време познатог као бесплатно онлајн стипендирање. То је јавна изјава о принципима који се односе на приступ истраживачкој литератури. Залаже се за отворен приступ научно истраживачким текстовима, које аутори дају издавачима и читаоцима без икакве надокнаде. Од 14. фебруара 2002. године, ова декларација је реализована тако да може бити потписана и од стране јавности. До августа 2006. године, потписало ју је преко 360 организација И чак 4.000 појединаца. До јула 2012. године, ове бројке су порасле на 5.645 појединаца И 630 организација.

## Залагање
Уводна реченица ове иницијативе говори заправо о ономе за шта се она у суштини залаже:
“Традиција и нове технологије су ту да омогуће једно велико јавно добро. Традиција подразумева спремност научника учењака да објаве полодове свог истраживања у научним часописима без плаћања, зарад истраживања и знања. Та нова технологија интернет. То јавно добро омогућује светску електронску дистрибуцију рецензираних књижевних часописа и потпуно бесплатан и неограничен приступ свим научницима, учењацима, професорима, студентима и другим радозналим умовима. Уклањање препрека ка овој литератури, убрзаће истраживање, обогатити знање, које је доступно и богатима и сиромашнима, а то чини ову литературу врло корисном, и поставља темеље за уједињење човечанства у заједничкој потрази за знањем”.
Будимпештанска иницијатива тражи отворен приступ за научно истраживачке текстове и ова категорија обухвата рецензије часописа, али такође укључује И разне прегледе дела, које аутори штампају унапред, пре објављивања званичног дела, јер желе да их поставе онлајн за коментарисање или да упозоре колеге на неке важне закључке до којих су дошли приликом истраживања. Не укључује неке не-научне текстове, попут романа или вести.

Како многи научници желе да зараде од свог рада, не желе да дају своје записе бесплатно, да би их корисници користли у отвореном приступу. Аутори уџбеника желе на њима да зараде новац, па због тога иницијатива не укључује и уџбенике. Такође, аутори већине монографија се надају заради, па се зато декларација не односи ни на научне монографије. Али за разлику од тога, аутори разних рецензија не очекују надокнаду за свој рад, тако да такви чланци чине срж литературе на коју се ова иницијатива односи. Аутори који дају своје текстове у отворен приступ, могу задржати ауторска права.

## Потписнице
16 потписница иницијативе су неки од светских лидера у покрету отвореног приступа, из 16 различитих организација.

## Остале декларације
Као наставак Будимпештанске декларације, 22. октобра 2003. настала је и Берлинска декларација о отвореном приступу научном знању, и Бетезданска изјава из 2003. године.